# Che cosa sei
Che cosa sei è un album discografico del chitarrista italiano di rock Alberto Radius, pubblicato nel 1976 dall'etichetta discografica CBS.

## Il disco
Secondo album solista di Alberto Radius, da cui verrà tratto il 45 giri Che cosa sei?/Il respiro di Laura.
Gli arrangiamenti sono curati da Gianfranco Monaldi; la copertina è di Mario Convertino.

## Tracce
Lato A
Testi di Daniele Pace, Oscar Avogadro, musiche di Alberto Radius.
1. Che cosa sei – 3:59
2. L’asino – 3:59
3. Il respiro di Laura – 5:14
4. La metà – 5:09

Lato B
Testi di Daniele Pace, Oscar Avogadro, musiche di Alberto Radius.
1. Sound – 3:43
2. Salamoia – 3:46
3. Suoni – 4:49
4. Zenit – 4:09
5. Popstar – 4:02

## Formazione
- Alberto Radius – voce, chitarra, sintetizzatore
- Oscar Rocchi – pianoforte
- Mauro Spina – batteria
- Stefano Cerri – basso
- Loredana Bertè, Marcella Bella – vocalist in Popstar